# Francesca da Rimini (Rachmaninov)

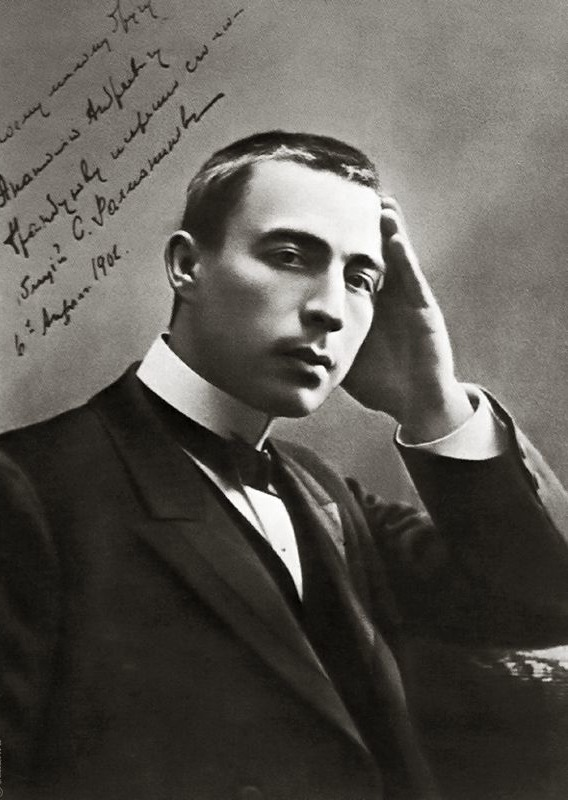
Sergej Rachmaninov

Francesca da Rimini, (Russisch:Франческа да Римини), op. 25 is een opera in twee bedrijven van Sergej Rachmaninov op een Russisch libretto van Modest Tsjaikovski.
De opera is gebaseerd op het bekende verhaal van Francesca da Rimini uit de vijfde canto (zang) van Dantes episch gedicht Het Inferno (het eerste deel van La Divina Commedia). Rachmaninov had het liefdesduet tussen Francesca en Paolo al in 1900 gecomponeerd, maar hervatte het werk aan deze opera niet eerder dan 1904. De eerste uitvoering vond plaats op 24 januari (oude kalender: 11 januari), 1906 in het Bolshoi Theater in Moskou; met de componist zelf als dirigent. Op het programma stond ook de opera De gierige ridder die Rachmaninov min of meer gelijktijdig had gecomponeerd.

## Synopsis
De opera bestaat uit twee bedrijven en is voorzien van een proloog en een epiloog. De plaats van handeling is het kasteel van de Malatesta’s, tegen het einde van de dertiende eeuw.

#### Proloog
Virgilius' geest leidt de dichter Dante naar de grens van de eerste cirkel van de Hel. Zij dalen af in de tweede, waar zij het woordenloze koor van de verdoemde zielen horen. Virgilius vertelt Dante dat dit de plaats is waar zondaren die zichzelf overleverden aan lust gestraft worden, geranseld door een eeuwige wervelwind. Dante vraagt aan twee zielen, Francesca en Paolo, hun verhaal te vertellen.

#### Eerste bedrijf
Op de binnenplaats van het kasteel staat Lanceotto Malatesta op het punt naar het front te gaan, al geeft hij toe niet langer genoegen te scheppen in de oorlog. Lanceotto is misvormd, en weet dat zijn echtgenote, Francesca, niet van hem houdt. Ze is misleid zodat ze Lanceotto zou trouwen, terwijl ze dacht dat het om zijn knappe, jongere broer Paolo ging. Lanceotto wantrouwt Francesca en is jaloers op Paolo. Hij is van plan een val te zetten om ze op overspel te kunnen betrappen. Dan komt Francesca binnen en bevestigt haar gehoorzaamheid aan Lanceotto, maar zegt ook dat ze niet van hem kan houden. Ze vraagt hem wanneer hij terug zal komen, waarop Lanceotto zegt dat hij niet terug zal komen voordat de veldslag over is. Wanneer Francesca vertrekt, blijft Lanceotto lachend achter.

#### Tweede bedrijf
Paolo en Francesca zijn samen, alleen in een kamer in het kasteel. Paolo vertelt het verhaal van ridder Lancelot en koningin Guinevere, dat parallel verloopt aan hun eigen gevoelens. Terwijl hij dit doet, verklaart Paolo zijn liefde aan Francesca. Aanvankelijk verzet Francesca zich hiertegen, en probeert zij trouw te blijven aan Lanceotto. Haar weerstand vermindert echter omdat Paolo onverminderd doorgaat met zijn liefdesverklaringen, en vanwege haar eigen verlangens naar hem. Zij zingen samen over hun geheime liefde, en omhelzen elkaar innig. Lanceotto komt terug en ziet de geliefden samen. Hij steekt Paolo en Francesca dood.

#### Epiloog
Paolo en Francesca verdwijnen langzaam in de wervelwind van de tweede cirkel. Dante is overweldigd door medelijden en woede en hij en Virgilius blijven achter met de gedachte: ‘Er is geen groter verdriet in de wereld dan zich een tijd van vreugde te herinneren in een tijd van leed’.

## Enkele opnamen
- Russian Season: Nikolai Rechetniak, Marina Lapina, Nikolai Vassiliev, Vitaly Tarashchenko; Koor en orkest van het Bolshoi Theater; Mark Ermler, dirigent
- Deutsche Grammophon 453 455-2: Sergei Aleksashkin, Ilya Levinsky, Sergei Leiferkus, Maria Guleghina, Sergei Larin: Göteborg Operakoor; Göteborg Symfonie Orkest; Neeme Järvi, dirigent
- Russian Season: Marina Lapina, Vitaly Taraschenko, Vladimir Matorin, Nikolai Rechetniak, Nikolai Vasiliev; Russisch Staatskoor; Orkest van het Bolshoi Theater; Andrey Chistiakov, dirigent